# Argenta (banque)
 (juin 2022).
Pour les articles homonymes, voir Argenta.
Argenta est une banque établie en Belgique et active également sur les marchés néerlandais et luxembourgeois. Le siège principal d’Argenta est établi à Anvers.

## Historique
En 1956, Frans Kuypers, Karel et Cyriel Schryvers et Karel Van Rompuy créent Argenta en tant que société de financement spécialisée dans les prêts personnels, et en 1964, Argenta est autorisée à agir en tant que caisse de dépôts. Afin de proposer également des livrets d'épargne ordinaire, Argenta crée Argenta Banque d’Épargne en 1966, puis Argenta Assurances en 1974 pour proposer des assurances-vie, incendie, puis plus tard des hospitalisation et automobiles. En 1989, Argent s'exporte aux Pays-Bas puis au Luxembourg l'année suivante.
En 2001, Argenta cré le groupe de bancassurance ‘Argenta Bank- en Verzekeringsgroep’. Cette holding chapeaute Argenta Banque d’Épargne, Argenta Assurances et quelques sous-filiales externes, dont Jan Cerfontaine est nommé des Président des conseils d'administration en 2009 . 
En 2010, avec la création de la société coopérative Argenta Coöperatieve, Argenta lance une émission publique d’actions destinées uniquement aux clients et agents d’Argenta. À côté des actionnaires familiaux, Argen-Co investit également dans le groupe de bancassurance Argenta Bank- en Verzekeringsgroep. Les actionnaires familiaux (la famille van Rompuy) restent les actionnaires majoritaires d’Argenta.

## Structure
Les sociétés du Groupe Argenta sont énumérées ci-après :
- Argenta Bank- en Verzekeringsgroep (holding politique générale)
- Argenta Banque d’Épargne (institution de crédit et banque d’épargne) (Argenta Banque d’Épargne possède également une succursale aux Pays-Bas)
- Argenta Assurances (compagnie d’assurances)
- Argenta-Life Nederland (compagnie d’assurances-vie)
- Argenta Nederland (société de gestion)
- Argenta Life Luxembourg (compagnie d’assurances-vie)
- Argentabank Luxembourg (banque)
- Argenta-Fund (organisme de placement collectif)
- Argenta Fund of Funds (organisme de placement collectif)
- Investar (société anonyme)
- Argenta Coöperatieve (société coopérative)

## Sources, notes et/ou références
1. ↑  Van Rompuy Karel, Het Argenta Epos, Lannoo, Anvers, 2007, p 11, 17.
2. 1 2  Van Rompuy Karel, Het Argenta Epos, Lannoo, Antwerpen, 2007, p 25.
3. ↑  Van Rompuy Karel, Het Argenta Epos, Lannoo, Antwerpen, 2007, p 35-48.
4. ↑  Van Rompuy Karel, Het Argenta Epos, Lannoo, Antwerpen, 2007, p 93-113.
5. ↑  « Jan Cerfontaine wordt voorzitter Argenta », sur De Standaard
6. ↑  « Argenta geeft maandag aandelen uit », sur De Tijd, 29 août 2013